# Lemniskata
Lemniskáta je v algebrski geometriji katerakoli krivulja, ki ima obliko osmice ali znaka ∞. 
Ime izvira iz latinske besede lemniscatus, kar pomeni okrašen s trakovi.
Lemniskata je lahko:
- Bernoullijeva lemniskata, ki jo običajno imenujemo kar lemniskata, to je geometrijsko mesto točk, katerih produkt razdalj od dveh gorišč (točk), je enak polovici razdalje med goriščema,
- Geronova lemniskata je množica točk, ki odgovarjajo ničlam kvartnega polinoma (polinoma četrte stopnje) {\displaystyle x^{4}-x^{2}+y^{2}\,},
- Boothova lemniskata je množica točk, ki odgovarjajo ničlam kvartnega polinoma {\displaystyle (x^{2}+y^{2})^{2}-cx^{2}-cy^{2}},
- včasih tudi znak za neskončnost ∞ imenujemo lemniskata.